# Стадион Артемио Франки
Стадион Артемио Франки (итал. Stadio Artemio Franchi) је фудбалски стадион у Фиренци који користи ФК Фјорентина.

## Историја
Стадион је изграђен 1931. године и има капацитет од 47.290 места, те је један од најрелевантнијих примера архитектуре 20. века у граду Фиренци. Архитекта је Пјер Луиђи Нерви, познат по Нерви Холу у Ватикану.
Стадион је у потпуности изграђен од армираног бетона са кулом од 70 метара, која има јарбол за заставу. Торањ се зове „Кула маратон“, а око базе куле, спиралне степенице воде из приземља до горње трибине. Неке од фудбалских утакмица на Олимпијским играма 1960. одигране су на овом стадиону.
Реновирање стадиона урађено је због Светског првенства у фудбалу 1990.
Првобитни назив стадиона био је „Комунале“, али је 1991. преименован у част Артемија Франкија, бившег председника ФИГЦ. Званична рекордна посећеност је 58.271 гледалаца, а датира од 25. новембра 1984, када је игран меч Серије А између Фјорентине и Интера.